# ويليام إس. بيرس
ويليام إس. بيرس (بالإنجليزية: William S. Pierce)‏ هو جراح أمريكي، ولد في 12 يناير 1937.